# Цинги-де-Бемараха
Ци́нги-де-Бемара́ха (франц. Tsingy de Bemaraha), название не франкофонизируется полностью — строгий природный резерват (участок нетронутой природы) на Мадагаскаре, имеет площадь 152 тыс. га. Входит в национальный парк «Бемараха». Создан в 1927 году на западном побережье острова для охраны уникальных карстовых ландшафтов и различных видов лемуров (в частности Avahi cleesei) и индри. В 1990 году внесён в список объектов всемирного наследия ЮНЕСКО.
Название заповедника происходит от плато Бемараха на западе острова и малаг. tsingy — предположительно звукоподражательного (якобы именно так звенят эти каменные острия при ударе) названия испещрённых вертикальными бороздами известняковых скальных форм «цинги», встречающихся в нескольких местах на Мадагаскаре и образовавшихся, скорее всего, в результате выветривания карста. Скалы известнякового плато образуют настоящий «каменный лес»; река Манамбулу протекает по живописному каньону. На территории заповедника произрастают девственные тропические листопадные леса, а также ксерофитные растения — лилейные, бобовые, кутровые и молочайные.